# زاک فلیشمن
 زاک فلیشمن (انگلیسی: Zack Fleishman؛ زادهٔ ۱۷ مارس ۱۹۸۰) یک تنیس‌باز اهل ایالات متحده آمریکا است.